# Cryfemal
Cryfemal – zespół muzyczny grający black metal, założony w 1997 roku.

## Dyskografia
- Fuck You God!! – Demo (2000)
- Fuck You God!! – EP (2003)
- Listen... Death Is Coming – EP (2003)
- Cryfemal Vs. Xerión – Split (2003)
- Escucha... La Muerte Persigue!! – Demo (2003)
- Raising Deads... Buring Alives – CD (2003)
- With the Help of the Devil – CD (2004)
- Escucha a los Muertos – Best of/Kompilacja (2005)
- Cryfemal & Xerion – Split (2005)
- Perpetua Funebre Gloria – CD (2005)
- Terribles Disciplinas – EP (2007)
- Apoteosis Oculta – CD (2007)

## Członkowie zespołu
- Ebola – wszystkie instrumenty i śpiew